# Titolazione (arti performative)
Titolazione, nell'ambito delle arti performative (teatro musicale, teatro di prosa, produzioni audiovisive), definisce l'opera di mediazione linguistica cui fanno riferimento sia il settore della sottotitolazione che quello della sopratitolazione.

## Storia
La sotto-titolazione nasce nel contesto di prodotti audiovisivi a partire dal 1917 (agli albori del cinema), mentre la sopra-titolazione viene incontro alle esigenze di fruizione poste dallo spettacolo dal vivo e viene adottata dal 1983 (agli albori del digitale).

A partire dall'impiego dei nuovi sistemi informatici che hanno reso possibile la fruizione di opzioni multilingua (il DVD viene commercializzato nel 1986), si è tuttavia creata qualche incertezza dal punto di vista terminologico.

Per il settore audiovisivo, i sotto-titoli, anche in più lingue, hanno continuato a lungo a essere tali dal punto di vista della loro dislocazione spaziale. Ma le recenti piattaforme software per dispositivi mobili (smartphone e tablet), realizzate come alternativa ai sotto-titoli nelle sale cinematografiche o le prospettive aperte dagli occhiali aventi la stessa funzione, impongono un ripensamento del lessico tecnico anche nell'ambito delle arti performative riproducibili elettronicamente.

Per lo spettacolo dal vivo, a maggior ragione, la presenza di opzioni multilingua in display individuali custom (Santa Fe Opera, 1998) o in dispositivi mobili consumer (Teatro del Maggio Musicale Fiorentino, 2011) o in soluzioni ibride integrate (Royal Opera House Muscat, 2012), rende inadeguata la connotazione spaziale del termine sopra-titoli.

## Lessico
In entrambi i casi (arti performative riproducibili elettronicamente e spettacolo dal vivo), è dunque da preferire a livello scientifico il più generico e omnicomprensivo termine «titolazione» per definire il lavoro di mediazione linguistica, evitando di precisare se sia visualizzato «sopra» o «sotto».

## Titolazione multilingue
Nel caso in cui si fornisca la titolazione per più lingue, essa è definita titolazione multilingue.

## Fonti
- BARDI A., Parola cantata o recitata e parola scritta. Pensieri per i primi dieci anni di Prescott Studio, in Prescott Studio. 1996-2006: Catalogo delle produzioni. Dieci anni di sopratitoli in Italia e in Europa, pp. 11–13, Firenze-Scandicci 2007

- BESTENTE S., Buon compleanno, sopratitoli, 16 luglio 2008, in http://www.fierrabras.com/2008/07/16/buon-compleanno-sopratitoli/

- COLOMBO S. (a cura di), «Come si dice Wagner in italiano?» Rassegna stampa del debutto dei sopratitoli in Europa, in Prescott Studio. 1996-2006: Catalogo delle produzioni. Dieci anni di sopratitoli in Italia e in Europa, pp. 29–36, Firenze-Scandicci 2007

- CONTI M., Leggere voci. Il muto racconto dei sopratitoli, voce fuori campo del teatro, in Prescott Studio. 1996-2006: Catalogo delle produzioni. Dieci anni di sopratitoli in Italia e in Europa, pp. 15–24, Firenze-Scandicci 2007

- EUGENI C., Il Teatro d'opera e l'adattamento linguistico simultaneo, tesi di laurea, Scuola Superiore di Lingue Moderne per Interpreti e Traduttori, Università di Bologna, a. a. 2002-2003

- FOURNIER-FACIO G., Io c'ero. La prima volta dei sopratitoli in Italia, in Prescott Studio. 1996-2006: Catalogo delle produzioni. Dieci anni di sopratitoli in Italia e in Europa, p. 37, Firenze-Scandicci 2007

- FREDDI M. e LURAGHI S., Titling for the Opera House: a Test Case for Universals of Translations?  in INCALCATERRA McLOUGHLIN L. (a cura di), Audiovisual Translation, Peter Lang, Bern-Berlin-New York 2010 (cfr. anche la ricca bibliografia pubblicata in appendice)

- GAMBIER Y. e GOTTLIEB H. (a cura di), (Multi) Media Translation, Benjamin Translation Library, Amsterdam 2001

- GOTTLIEB H., Subtitling. A new University Discipline, in DOLLERUP C. e LODDEGAARD A. (a cura di), Teaching Translation and Interpreting, 1. Training, Talent and Experience, John Benjamins, Amsterdam-Philadelphia 1992

- HEISS C. e BOLLETTIERI BOSINELLI R. M., Traduzione multimediale per il cinema, la televisione e la scena, Clueb, Bologna 1996

- HUGHES P. J., The introduction of supertitles to opera, M. A. Thesis, Teachers College, Columbia University, New York 2003

- MARSHALL G. R., La traduction des livrets. Aspects théoriques et pragmatiques, Acte du colloque international tenu en Sorbonne les 30 novembre, 1er et 2 décembre 2000, sous la direction de Gottfried R. Marshall, Presses de l'Université Paris-Sorbonne, Paris 2004

- LURAGHI S., Sottotitoli per l'opera: strategie di semplificazione in un tipo speciale di traduzione, in «Studi italiani di linguistica teorica e applicata», 33 (1), Pacini editore, Pisa 2004

- PAPARELLA S., I sopratitoli: metodi di traduzione e adattamento del testo, tesi di laurea triennale, Facoltà di Lettere e Filosofia, Università di Pisa, relatore Mireille Gille, a. a. 2003-2004

- PEREGO E., Evidence of explication in subtitling: toward a categorisation, in «Across language and cultures», 4 (1), pp. 63–88, 2003

- PEREGO E., La traduzione audiovisiva, Carocci, Roma 2005 (cfr. anche la ricca bibliografia pubblicata in appendice, pp. 121–126)

- RACAMIER, M., Une vision d'ensemble du surtitrage d'opéra: vers la reconnaissance d'une nouvelle pratique de traduction? , Université de Toulouse II Le Mirail - Università degli Studi di Genova, Mémoire de deuxième année de Master Professionnel en Traduction et Interprétation «Proscenio»: Traduction technique, multimédia et arts de la scène, direttrice Margherita Orsino, co-direttrice Micaela Rossi, a. a. 2011-2012

- ROCCATAGLIATI A. e SALA E., Tradurre l'opera? Basta capirsi... , in «Giornale della musica», n. 188, dicembre 2002

- SABLICH S., Wagner con le didascalie, testo pubblicato nel programma di sala dell'opera Die Meistersinger von Nürnberg per la prima rappresentazione in Europa con i sopratitoli, 1º giugno 1986

- SABLICH S., Tradurre all'epoca dei sopratitoli, in «Giornale della musica», n. 188, dicembre 2002

- SESTITO M., Costumi di scena del tradurre, in Prescott Studio. 1996-2006: Catalogo delle produzioni. Dieci anni di sopratitoli in Italia e in Europa, pp. 25–27, Firenze-Scandicci 2007

- STAMPACCHIA E., Traduzione e sopratitolaggio. Il caso dell'opera lirica, tesi di laurea, Facoltà di Lettere e Filosofia, Università degli Studi di Pavia, relatore Silvia Luraghi, a. a. 2003-2004